# Melissa Aldana
Melissa Aldana, née le 3 décembre 1988 à Santiago, est une saxophoniste ténor de jazz chilienne.
Elle vit à Washington Heights à Manhattan.

## Biographie

### Jeunesse et formation
Melissa Aldana nait le 3 décembre 1988 à Santiago au Chili. Poussée par son père Marcos Aldana, saxophoniste professionnel, elle commence à jouer du saxophone alto à six ans,, sous l'influence de Charlie Parker, Cannonball Adderley et Michael Brecker. Elle adopte le saxophone ténor quand elle découvre la musique de Sonny Rollins. Son premier instrument est un Selmer Mark VI ayant appartenu à son grand-père,.
Adolescente, elle joue dans les clubs de jazz de Santiago,. En 2005, elle est invitée par le pianiste Danilo Pérez, qu'elle a rencontré lors d'une de ses tournées au Chili, à jouer au Festival de jazz de Panama,, elle passe également des auditions dans des écoles de musique aux États-Unis. C'est ainsi qu'elle rentre au Berklee College of Music de Boston, où elle étudie notamment auprès de Joe Lovano et Greg Osby,. Elle est diplômée en 2009, et s'installe à New York pour étudier auprès de George Coleman.

### Carrière
En 2010, Aldana enregistre Free Fall, son premier album publié chez Inner Circle Music, le label de Greg Osby,. Elle joue notamment au Blue Note et au Monterey Jazz Festival. Son deuxième album, Second Cycle, parait en 2012.
En 2013, alors qu'elle a 24 ans, elle est la première femme et la première sud-américaine à gagner le Concours international de saxophone Thelonious Monk, dont son père avait été demi-finaliste en 1991,,. Dans le jury se trouve notamment Wayne Shorter, une des idoles d'Aldana. Le prix est accompagné d'une bourse d'études de 25 000 $ et d'un contrat avec Concord Jazz. Dans un article sur sa victoire, The Washington Post dit qu'Aldana ouvre « de nouvelles possibilités et direction dans le jazz ».
Melissa Aldana a notamment joué avec Peter Bernstein (en), Kevin Hays, Christian McBride et Jeff « Tain » Watts, ainsi que dans de nombreux festivals, notamment le Copenhagen Jazz Festival ou Umbria Jazz. En 2014, elle joue avec Jimmy Heath lors de la cérémonie des NEA Jazz Masters Fellowship, et est invité à Jazz at Lincoln Center par Wynton Marsalis.
En 2012, Aldana forme son groupe Melissa Aldana & Crash Trio, avec le batteur cubain Francisco Mela et le bassiste chilien Pablo Menares, qu'elle a rencontré sur la scène à Santiago plusieurs années auparavant,. En juillet 2014, le groupe publie un premier album chez Concord Jazz, à la suite du contrat qu'Aldana a obtenu grâce au prix Thelonious Monk. Leur second album Back Home paraît en mars 2016, le batteur Jochen Rueckert remplaçant Francisco Mela. Le trio lui a permis « d'entendre les choses différemment qu'avec un piano ou une guitare, d'enrichir [s]on langage harmonique et mélodique », mais elle manifeste le désir de jouer avec d'autres formations.
Formé en 2017,, le Melissa Aldana Quartet est composé d'Aldana au saxophone ténor, de Sam Harris au piano (ou Lage Lund à la guitare), Pablo Menares à la contrebasse et Kush Abadey à la batterie.
En 2019 parait Visions (Motéma Music), en hommage à l'artiste mexicaine Frida Kahlo. On y entend Sam Harris au piano, Pablo Menares à la contrebasse, Tommy Crane à la batterie et Joel Ross au vibraphone. À l'origine de l'album se trouve une suite commandée par Jazz Gallery. Malgré les origines de Kahlo et d'Aldana, la saphoniste n'a pas écrit une musique d'inspiration latin jazz mais plutôt hard bop.
Elle fait partie du supergroupe Artemis, aux côtés de Renee Rosnes, Cécile McLorin Salvant, Anat Cohen, Noriko Ueda, Ingrid Jensen et Allison Miller. Leur premier album Artemis est sorti en 2020 chez Blue Note Records.

### Chez Blue Note
Sa signature chez Blue Note Records en 2022, avec la parution de son album 12 Stars, marque un « moment-clé dans la carrière de la jeune musicienne » et une nouvelle maturité. Sur cet album, elle est entourée de Lage Lund (guitare), Sullivan Fortner (claviers), Pablo Menares (basse) et Kush Abadey (batterie). C'est un album très personnel inspiré par le tarot, qui évoque une douloureuse rupture amoureuse et les confinements de la pandémie de Covid-19. On y entend sept compositions originales arrangées ou co-écrites avec Lage Lund.
Elle retrouve les mêmes musiciens — sauf Sullivan Fortner qui laisse le piano au cubain Fabian Almazan (en) — pour son album suivant, Echoes of the Inner Prophet, paru en avril 2024 et salué par la critique,,,,. Cet album illustre « la complicité artistique exceptionnelle entre la saxophoniste et le guitariste d’origine norvégienne Lage Lund – co-arrangeur, compositeur mais aussi sound designer, façonnant la forme des morceaux en postproduction par l’utilisation très fine d’effets électroniques hardis »,. L'album présente huit compositions originales, sophistiquées, introspectives, aux harmonies impressionnistes évoquant la musique de Wayne Shorter, qui faisait partie du jury du concours Thelonious Monk,,.

## Prix et distinctions
- 2013 : Concours international de saxophone Thelonious Monk
- 2014 : prix Martin E. Segal du Lincoln Center for the Performing Arts[4],[21]
- 2016 : “25 for the Future”, DownBeat[7]
- Prix Altazor[Quand ?][4]

### Nominations
- 2019 : Grammy Award du meilleur solo de jazz improvisé pour Elsewhere, sur l'album Visions
- 2022 : Grammy Award du meilleur solo de jazz improvisé pour Falling, sur l'album 12 Stars

## Discographie

### En tant que leader
- 2010 : Free Fall (Inner Circle)
- 2012 : Second Cycle (Inner Circle)
- 2014 : Melissa Aldana & Crash Trio[22] (Concord Jazz)
- 2016 : Back Home, Crash Trio (Wommusic)
- 2019 : Visions[23] (Motéma Music)
- 2022 : 12 Stars (Blue Note Records)
- 2024 : Echoes Of The Inner Prophet (Blue Note)

### En tant qu'invitée

#### Avec Carmen París
- 2013 : EJazz con Jota (Producciones Parisinas)

#### Avec Simona Premazzi
- 2013 : Lucid Dreamer (Inner Circle Music)

#### Avec Jure Pukl
- 2014 : The Life Sound Pictures of Jure Pukl (Fresh Sound New Talent)
- 2017 : Hybrid, Jure Pukl & Matija Dedić (Whirlwind Recordings)
- 2018 : Doubtless (Whirlwind Recordings)

#### AvecTerri Lyne Carrington
- 2015 : The Mosaic Project: Love And Soul (Concord Records)

#### AvecCécile McLorin Salvant
- 2018 : The Window (Mack Avenue)

#### Avec Alexander Lövmark
- 2018 : Perfect Storm (Black Sheep Productions)

#### Avec Perry Smith Quartet
- 2019 : Live in Brooklyn (Smith Tone Records)

#### Avec Artemis
- 2020 : Artemis (Blue Note)

#### Avec Art Hirahara
- 2020 : Balance Point (Posi-Tone)

#### Avec Emmet Cohen
- 2021 : Future Stride (Mack Avenue)